# Thomas Cavalier-Smith

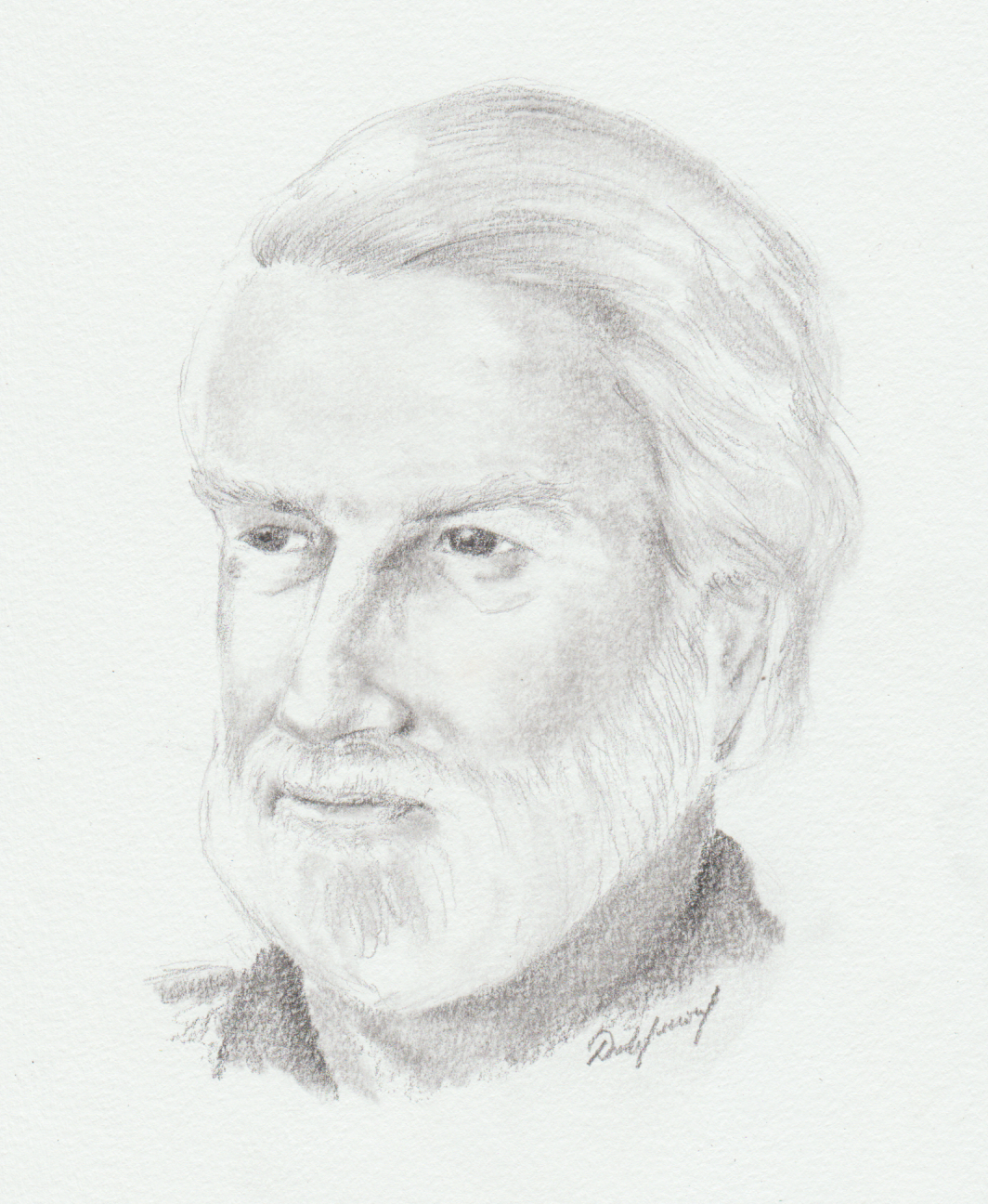
Thomas Cavalier-Smith, Graphitzeichnung

Thomas Cavalier-Smith (* 21. Oktober 1942; † 19. März 2021) war ein britischer Biologe. Sein offizielles botanisches Autorenkürzel lautet „Caval.-Sm.“.
Cavalier-Smith war Professor für Evolutionsbiologie an der Universität Oxford.
Er wurde 2004 mit dem International Prize for Biology ausgezeichnet.

## Neu benannte Taxa
Cavalier-Smith stellte in der höheren Systematik der Eukaryoten wie auch der Bakterien zahlreiche neue Taxa auf. Hier eine Auswahl:
- Dinozoa Cavalier-Smith 1981 (Dinoflagellaten u. a.)
- Euglenozoa Cavalier-Smith 1981
- Stramenopila Cavalier-Smith 1981
- Biliphyta Caval.-Sm. (1981) (Rotalgen und Glaucocystophyceae) (Da es sich um Pflanzen handelt, wird das botanische Autorkürzel verwendet)
- Alveolata Cavalier-Smith 1991 (Dinoflagellaten, Sporen- und Wimpertierchen)
- Mycetozoa Cavalier-Smith 1998 (Schleimpilze)
- Rhizaria Cavalier-Smith 2002 (Foraminiferen, Strahlentierchen u. a.)
- Proteobacteria Cavalier-Smith 2002
- Spirochaetes Cavalier-Smith 2002 (Spirochäten)
- Mesomycetozoa Cavalier-Smith 2004